# Гиляров, Алексей Меркурьевич
Алексей Меркурьевич Гиля́ров (19 мая 1943, Москва — 20 октября 2013, Москва) — русский, советский зоолог, эколог, гидробиолог, популяризатор науки, публицист, доктор биологических наук, профессор кафедры общей экологии Биологического факультета МГУ, член-корреспондент РАЕН (1994), автор классического учебника «Популяционная экология» для студентов университетов.

## Биография
Родился 19 мая 1943 года в Москве, в семье почвенного зоолога М. С. Гилярова.
Будучи школьником, ходил в кружок юных биологов под руководством А. П. Разорёновой при МОИП, затем в течение многих лет помогал ей проводить занятия и выезды в природу.
В 1965 — окончил Московский государственный университет, в 1968 — окончил аспирантуру биолого-почвенного факультета.
В 1984 году — доктор биологических наук, профессор.
Работал младшим, старшим, ведущим научным сотрудником, профессором биологического факультета МГУ.
Скончался 20 октября 2013 года в Москве после тяжелой болезни. Похоронен на Новодевичьем кладбище.

## Семья
Прапрадед — Никита Петрович Гиляров-Платонов (1824—1887), профессор Московской духовной академии, ученый, издатель и публицист, который стал одним из столпов славянофильской духовной культуры. Прадед — Алексей Никитич Гиляров (1855—1938) также был профессором Киевского университета, работал на кафедре истории философии, был академиком Украинской Академии наук (1922). Дед — Сергей Алексеевич Гиляров (1887—1946), преподаватель Киевского университета, выдающийся искусствовед, репрессированный после войны.
- Отец — Меркурий Сергеевич Гиляров (1912—1985), советский зоолог, энтомолог, основоположник почвенной зоологии, биолог-эволюционист, академик АН СССР.

## Награды, премии и звания
- Заслуженный профессор МГУ (2013).

## Членство в организациях и звания
- Московское общество испытателей природы
- Российская академия естественных наук (1994)
- Редактор журнала «Russian Journal оf Аquatiс Есоlogy»
- 1-й зам.главного редактора и ответственный секретарь редколлегии «Журнал общей биологии»
- Член президиума Всероссийского гидробиологического общества
- Член Научного совета по проблемам гидробиологии и ихтиологии РАН
- Член редколлегии журнала «Природа»

## Публикации
Опубликовал более 100 научных работ.
Книги и монографии
- Гиляров А. М. 2016. Экология биосферы. Москва, Издательство МГУ ISBN 978-5-19-011081-4, 157 с.
- Мордкович В. Г., Гиляров А. М., Тишков А. А., Баландин С. А. 1997. Судьба степей. Новосибирск: Мангазея. 208 с.
- Гиляров А. М. 1990. Популяционная экология. Москва, Издательство МГУ ISBN 5-211-00913-4, 191 с.
- Гиляров А. М. 1987. Динамика численности пресноводных планктонных ракообразных. Москва: Издательство Академиздатцентр «Наука», 191 с.
- Гиляров А. М. 1984. Динамика численности планктонных ракообразных в пресных водах. Москва, 1984. Дисс. … докт. биол. н. 452 c.

Статьи
- 2013. Кризис, из которого нет и не будет выхода. «Природа», № 8, с. 38-43.
- 2013. Современная экология под грузом естественной истории. Журнал общей биологии, том 74, № 4, с. 243—252.
- 2011. In search for universal patterns in the organization of communities: the concept of neutrality has paved the way to a new approach (Gilyarov A. M.). Biology Bulletin Reviews, том 1, № 1, с. 13-25.
- 2007 Ариаднина нить эволюционизма. Herald of the Russian Academy of Sciences, издательство MAIK Mauka — Interperiodica (Russian Federation), том 77, № 6, с. 508—519.
- 2006. Мир барокко: музыка и экология. «Природа», № 7, с. 72-77.
- 2003. Дарвинизм как средство ограничения экологического плюрализма. Журнал общей биологии, издательство Наука, том 64, № 5, с. 439—448.
- 2003. Становление эволюционного подхода как объяснительного начала в экологии. Журнал общей биологии, издательство Наука, том 64, № 1, с. 3-22.
- 1994. Вернадский, дарвинизм и Гея. Критические заметки на полях «Биосферы». Журнал общей биологии, том 55, № 2, с. 238—249.
- 1992. Мифологическое в экологии. «Природа», № 2, с. 3-10.
- 1989. О соотношении дискурсивного и интуитивного в экологии. Журнал общей биологии, том 50, № 5, с. 703—705.
- 1984. The paradox of the plankton reconsidered; or, why do species coexist? Oikos, Blackwell Publishing Inc. (United Kingdom), том 43, № 1, с. 46-52.
- 1984. Пространственные взаимоотношения пресноводных планктонных водорослей и проблема «планктонного парадокса» (Гиляров А. М., Чекрыжева Т. А.) Доклады Академии наук СССР, том 277, № 5, с. 1277—1280.
- 1979. Структура горизонтального распределения планктона в эпилимнионе мезотрофного озера. (Гиляров А. М., Чекрыжева Т. А., Садчиков А. П.) Гидробиологический журнал, том 15, № 4, с. 10-18.
- 1978. Современное состояние концепции экологической ниши. Успехи современной биологии, том 85, № 3, с. 431—446.
- 1978. Экология. (Гиляров А. М., Наумов Н. П.) — Большая Советская энциклопедия (1978, т. 29), 3-е издание, Москва, том 29, с. 114—115.
- 1977. Исследование пространственного распределения зоопланктона методом главных компонент. (Сагайдачный А. Ю., Гиляров А. М., Матвеев В. Ф.) Журнал общей биологии, том 38, № 2, с. 218—227.
- 1972. Классификация северных озёр на основе данных по зоопланктону. Гидробиологический журнал, том 8, № 2, с. 5-14.
- 1969. Индекс разнообразия и экологическая сукцессия. Журнал общей биологии, том 30, № 6, с. 652—657.
- 1969. Соотношение биомассы и видового разнообразия в планктонном сообществе. Зоологический журнал, том 48, № 4, с. 485—493.
- 1967. Теория информация в экологии. Успехи современной биологии, том 64, № 4, с. 107—115.

Популяризация науки
- 177 его научно-популярных статей на сайте «Элементы», начиная с 2006 года[7].
- Потребительское общество против биологического разнообразия — лекция Гилярова А. М. в Политехническом музее (24 февраля 2011 года).

## Память
В 2016 году ученики А. М. Гилярова, Д. В. Карелин и Л. В. Полищук, подготовили к изданию и опубликовали учебник «Экология биосферы», рукопись которого Алексей Мекурьевич завершил за 20 дней до своей смерти. 1 октября 2013 А. М. Гиляров сообщил в письме: «Вчера я поставил финальную точку. Всё написано! Последняя очень большая по объёму глава, глава о человеке, требует мощного редактирования».